# سيرغيليوغ (أنغلزي)
سيرغيليوغ (بالإنجليزية: Caergeiliog)‏ هي قرية تقع في المملكة المتحدة في ويلز.